# كوكي ماتشيدا
كوكي ماتشيدا (باليابانية: 町田 浩樹) (25 أغسطس 1997 في إيباراكي في اليابان – )؛ هو لاعب كرة قدم كان يلعب كمدافع.

## وصلات خارجية
- كوكي ماتشيدا على موقع الاتحاد الأوربي (الإنجليزية)
- كوكي ماتشيدا على موقع رابطة كرة القدم اليابانية للمحترفين (اليابانية)
- كوكي ماتشيدا على موقع إي إس بي إن إف سي (الإنجليزية)
- كوكي ماتشيدا على موقع قاعدة بيانات كرة القدم.إي يو (الإنجليزية)
- كوكي ماتشيدا على موقع ناشيونال فوتبول تيمز (الإنجليزية)
- كوكي ماتشيدا على موقع Soccerbase.com (لاعب) (الإنجليزية)
- كوكي ماتشيدا على موقع Soccerway.com (الإنجليزية)
- كوكي ماتشيدا على موقع عالم كرة القدم.نت (الإنجليزية)
- كوكي ماتشيدا على موقع أوليمبيديا (الإنجليزية)
- كوكي ماتشيدا على موقع AS.com (الإسبانية)